# الخطوط الجوية الصينية الشمالية الغربية الرحلة 2303
الصين الخطوط الجوية نورث ويست ايرلاينز الرحلة 2303 الجنرال الذي كان 6 يونيو عام 1994 تحطم طائرة تقوم بها.